# میشائیل دورش
میشائیل دورش (انگلیسی: Michael Dürsch؛ زادهٔ ۲۸ مارس ۱۹۵۷) قایقران روئینگ اهل آلمان بود.